# ルナタスピス
ルナタスピス（Lunataspis）は、約4億5,000万年前のオルドビス紀後期に生息した化石カブトガニ類の一属。部分的に分節した胴部をもつ。既知最古のカブトガニ類の一つで、北アメリカで見つかった3種が知られている。

## 名称
学名「Lunataspis」はラテン語の「luna」（月、三日月）とギリシャ語「aspis」（盾）の合成語であり、模式種（タイプ種）の三日月型の大きな背甲に因んで名付けられた。模式種の種小名「aurora」はラテン語で「夜明け」を、2つ目の種の種小名「borealis」はラテン語で「北方」を意味し、3つ目の種の種小名「gundersoni」は本種の産地の発見者 Gerald Gunderson への献名。

## 形態

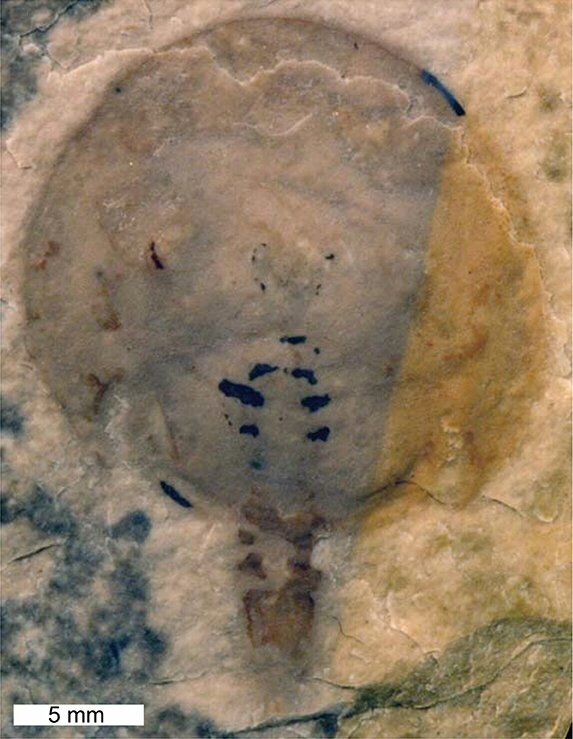
Lunataspis aurora の化石標本
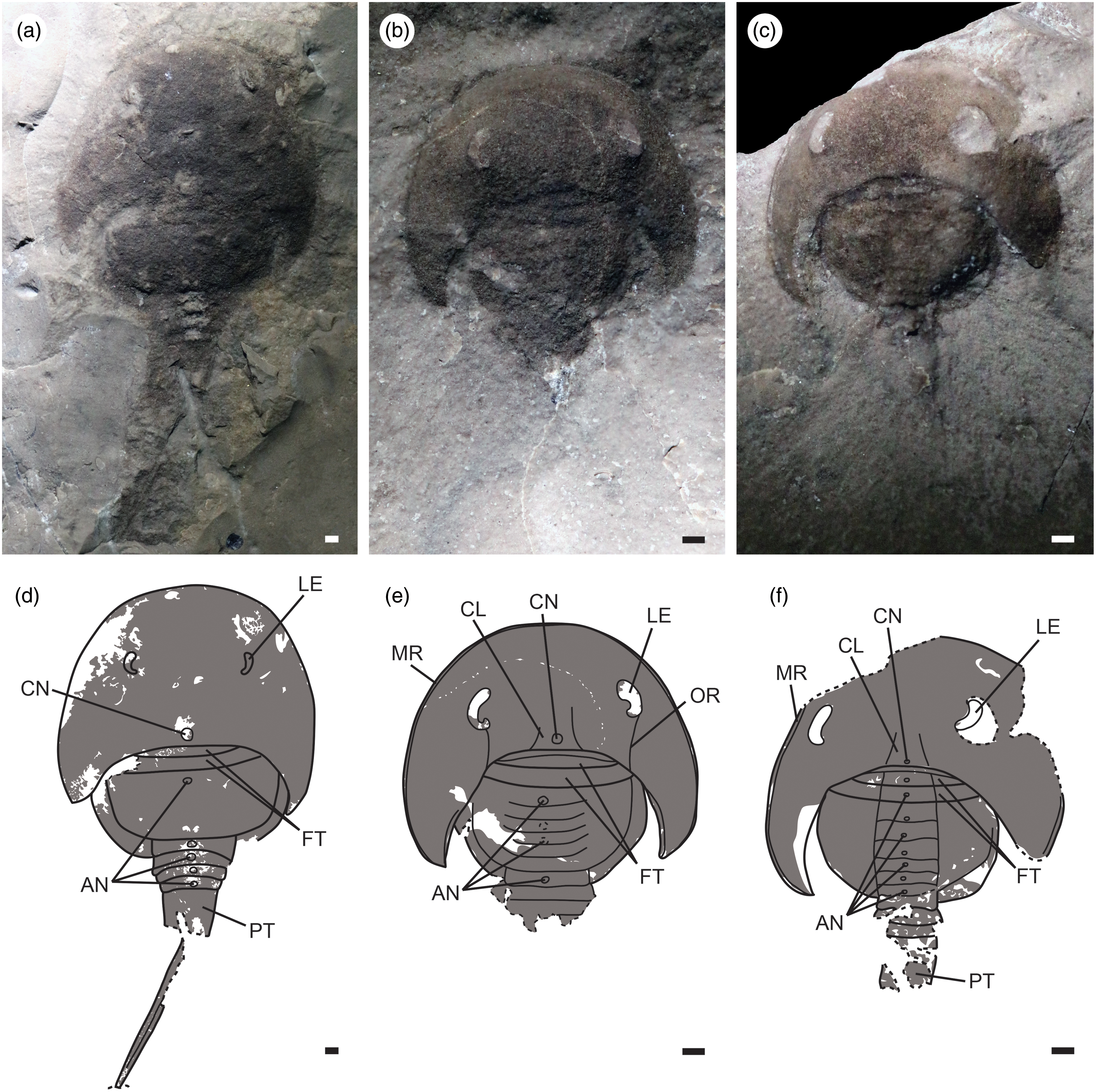
Lunataspis borealis の化石標本[注釈 1]
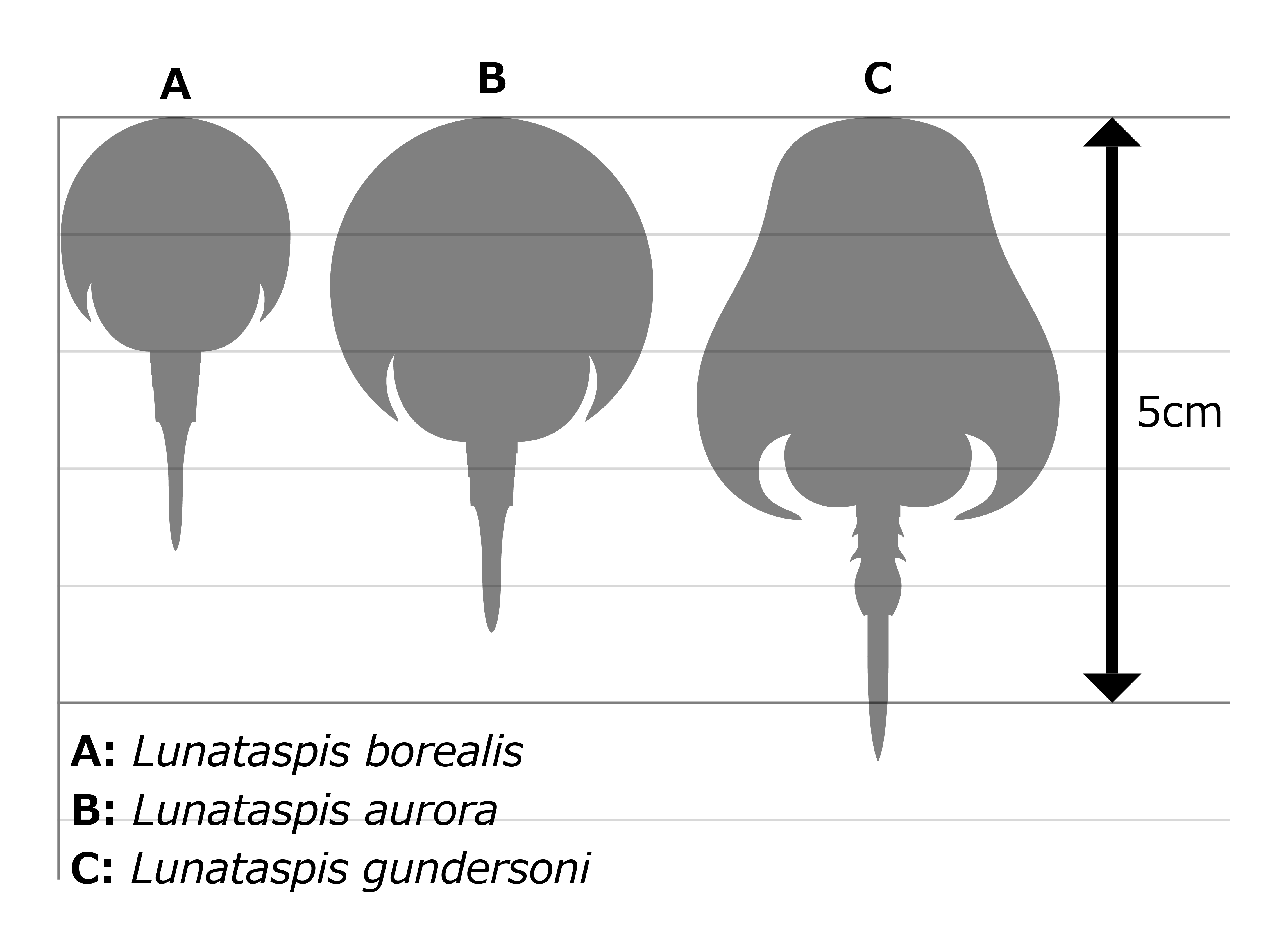
ルナタスピスのサイズ推定図

全長が4cm前後、尾節を除いた体長が3cm前後の小型カブトガニ類である。L. aurora は全長約4cm、L. borealis は全長3.7cmで体長約2.4cm、L. gundersoni は全長5.5cmで体長約4.2cm（1.3cmの尾節から逆算）。大まかな特徴は派生的なカブトガニ類に似ているが、後体には派生的なカブトガニ類に見当たらない分節を部分的にもつ。
背面構造（背甲・背板・尾節）のみ明瞭に記載される。前体の脚や後体の蓋板 (operculum) など、付属肢（関節肢）由来と思われる構造が既知の化石標本で痕跡的に見られるが、詳細は不明。内部構造は L. gundersoni の卵巣が知られている（後述参照）。

### 前体
先節と第1-6体節の融合でできたとされる前体 (Prosoma) は幅広い背甲 (carapace) に覆われ、縁辺部が分化しており、両後側の棘（頬棘 genal spines）が後ろ向きに曲がり、Lunataspis gundersoni  以外では背甲全体が三日月の形を描く。両背面の眼部隆起線 (opthalmic ridges) は目立たなく、1対の腎臓型の側眼（複眼）があり、その間のやや前方には1対の中眼（単眼）と思われる構造体がある。Lunataspis borealis の場合、背甲の後方中央（心域 cardiac lobe）に1個のこぶがある。

### 後体
後体 (opisthosoma) は前体より小さく、左右が前体の頬棘に囲まれる。前体と融合したと思われる最初の1節（第7体節）を除いて、順に幅広い前腹部 (preabdomen, 中体 mesosoma) と細い後腹部（postabdomen, 終体 metasoma）として明瞭に分化される。前腹部は8節が含まれるが、最初の2節のみ分節し、残り6節は融合して thoracetron をなす。各体節の背板 (tergite) の境目は中央（軸部 axial region）一連の溝とこぶのみによって表れ、左右の出っ張り（肋部 tergopleura）は滑らかで体節を示す構造はない（幼生のみ肋部の体節の境目が見られる）。前腹部最終節の境目は thoracetron の分化した縁辺部に連続している。後腹部は細い円柱状で分節した4節を含め、そのうち最後の1節 (pretelson) が特に長い。これにより、ルナタスピスの後体は見かけ上12節、前体と融合した最初の1節まで含むと13の節の体節からなるとされる。尾節 (telson) は剣状で三角形の断面をもつ。

## 発育
ルナタスピスは大小の化石標本が見つかり、それぞれ成体/亜成体と幼体であったと考えられる。これらの個体の特徴を基に、ルナタスピスは発育が進むほど背甲の頬棘が短縮し、側眼が後方から中央へ移行し、前腹部が円形から四角くなり、thoracetron における体節の境目とこぶが目立たなくなると推測される。この発育様式は複合的で、後体の変化はカブトガニ亜目のカブトガニ類に似ているが、前体の変化はむしろウミサソリに似ている。また、L. gundersoni  の全長5cmほどの卵巣持ち個体が発見されることにより、本属はこれくらいの小型で成体/亜成体に達することが示される。

## 分類

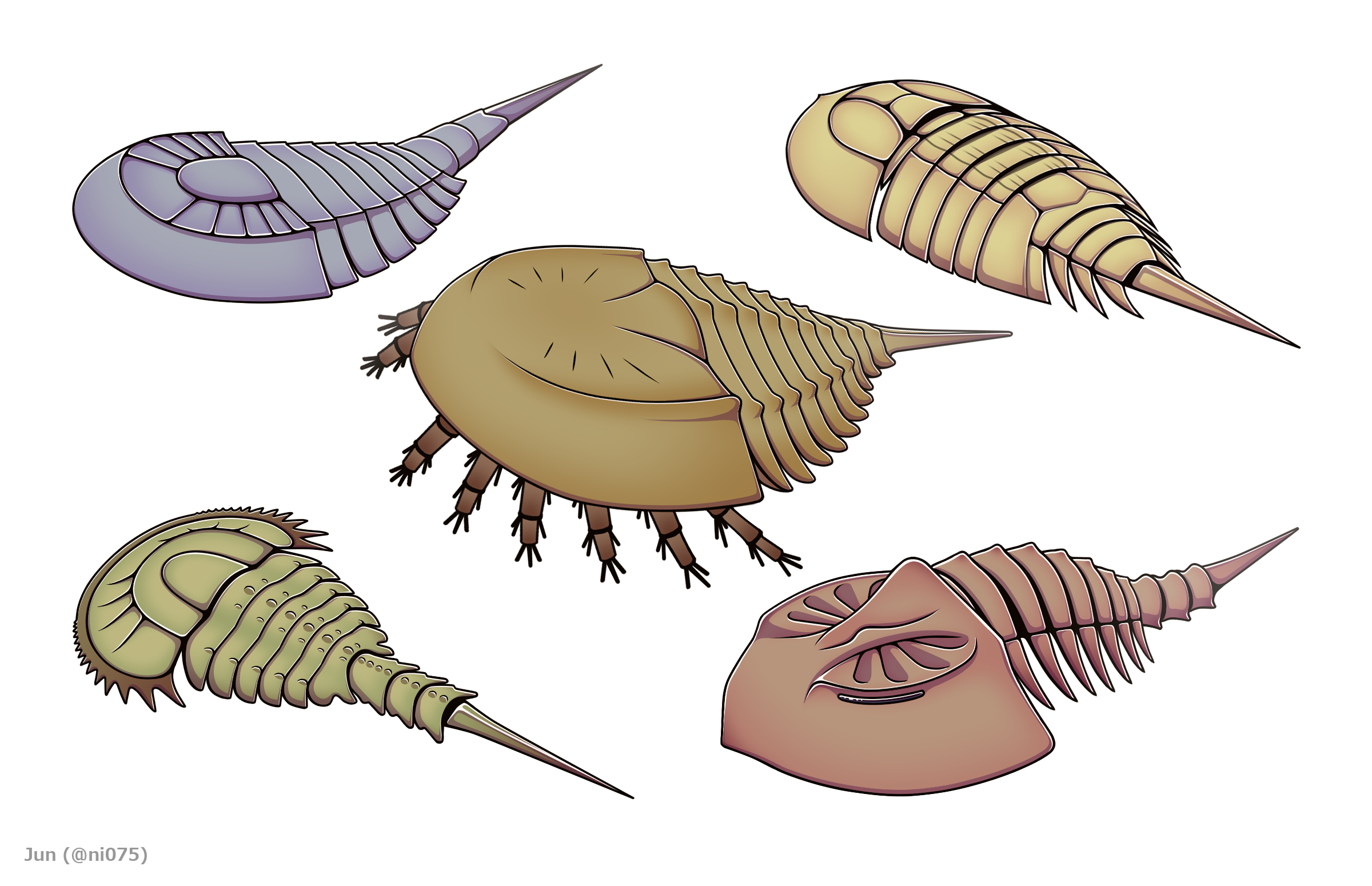
ハラフシカブトガニ類は節に分かれたままの後体をもつ
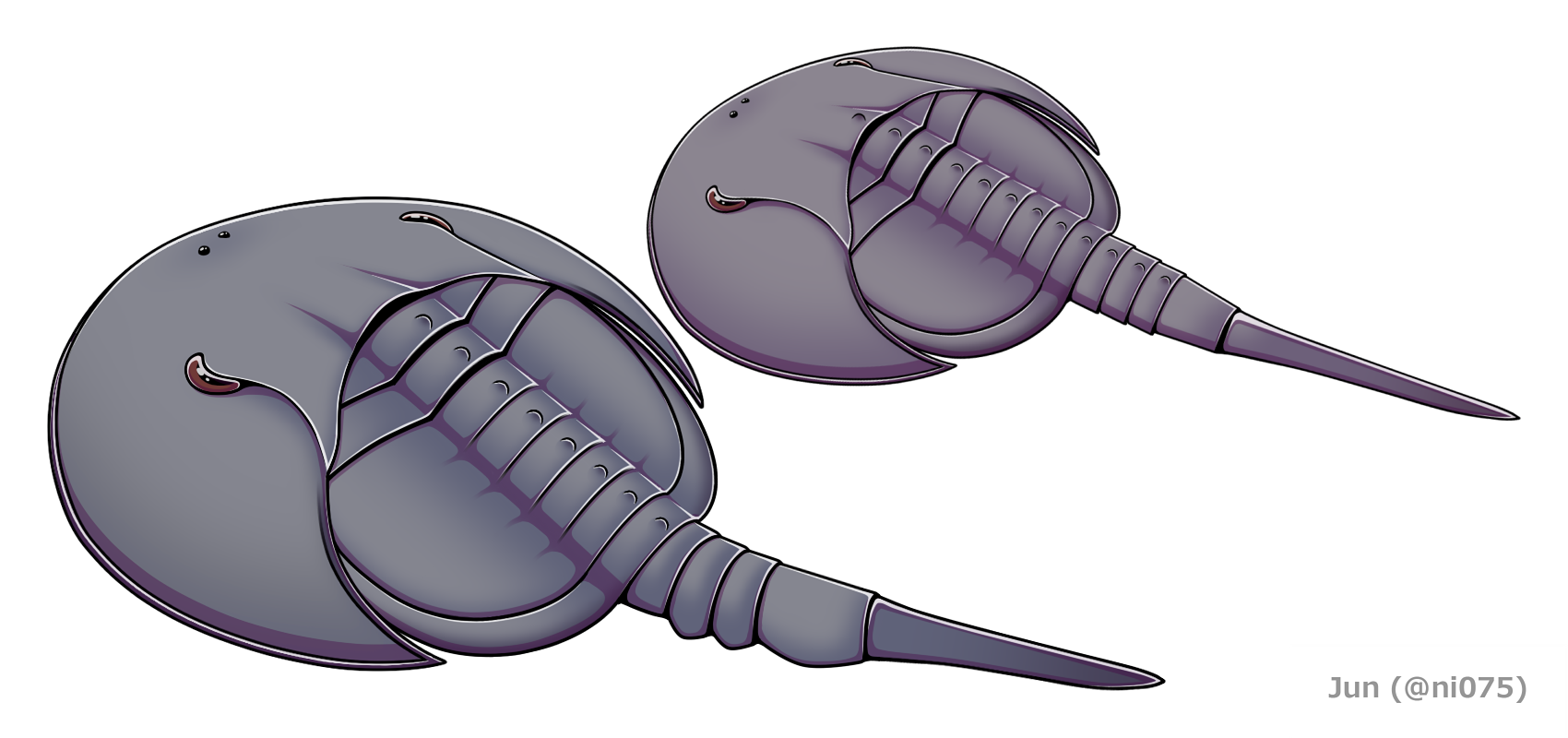
ルナタスピスの後体は体節がほぼ全て融合していたが、前後数節は分節したままである。
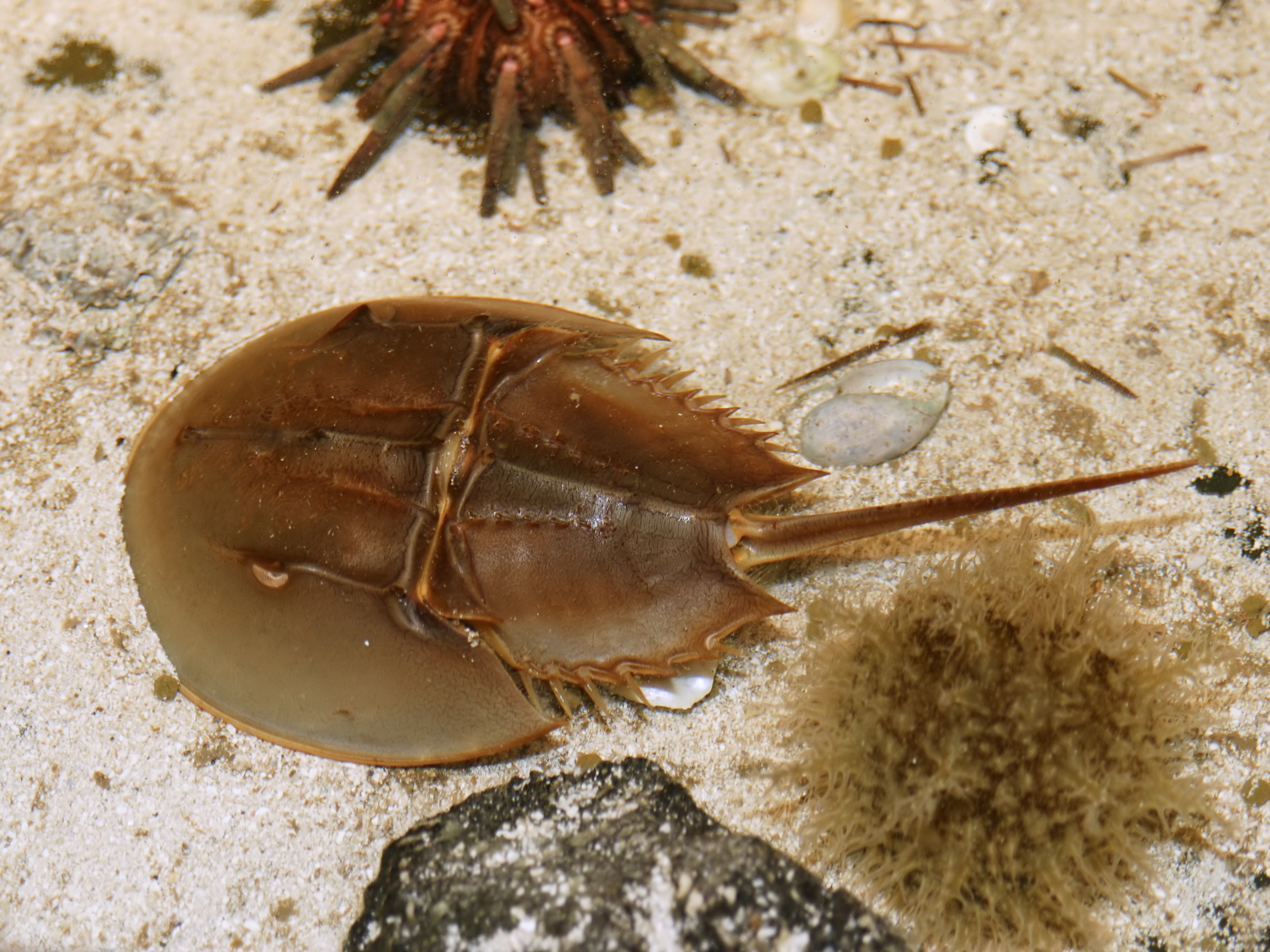
カブトガニ亜目の現生カブトガニ類は後体の体節が全て融合し、一枚の thoracetron を構成する。

幅広い背甲・融合した体節をもつ後体など、ルナタスピスの多くの形質は派生的なカブトガニ類（カブトガニ亜目 Xiphosurida）に似ているが、派生的なカブトガニ類は後体全ての体節が癒合して1枚の thoracetron を構成するのに対して、ルナタスピスのそれが完全でなく、最初2節と最終4節は基盤的なカブトガニ類を含むハラフシカブトガニ類（synziphosurine）のように分節していた。この中間的な性質により、ルナタスピスは Kasibelinurus などと共に、ハラフシカブトガニ類より派生的なカブトガニ類に近縁とされるが、その完全に融合した後体を進化する前の基部系統から分岐した基盤的な種類であると考えられる。
ルナタスピスは一時期では Kasibelinurus などと共に Kasibelinuridae科に含まれたが、この分類体制だと本科はカブトガニ亜目以外の狭義のカブトガニ類をまとめた側系統群となる。2020年代では、ルナタスピスは本科から除外されている。また、本属に類似する属として Ciurcalimulus が知られるが、そちらは発達した心域と特化した縁部を欠く後体で本属と区別される。
ルナタスピス（ルナタスピス属 Lunataspis）は北アメリカのオルドビス紀後期の堆積累層から発見され、次の種が知られている。3種の中で L. borealis は最も基盤的で、L. aurora と L. gundersoni は姉妹群とされる。
- Lunataspis aurora Rudkin et al., 2008 [1]
  - 本属の模式種（タイプ種）。側眼は後方付近に配置され、心域にこぶはない (L. gundersoni  に共通)。カナダのマニトバ州中部と南部の堆積累層（ヒルナント期、約5億4,500万年前）から発見される[1]。
- Lunataspis borealis Lamsdell et al., 2022 [2]
  - 側眼は中間に配置され、心域に1個のこぶがある。カナダのオンタリオ州の Gull River Formation（サンドビアン期、約4億6,090万 - 4億4,900万年前[17]）から発見される[2]。
- Lunataspis gundersoni Lamsdell et al., 2025 [3]
  - 背甲の前半部が大きく伸長し、背甲全体が洋梨状になっている。頬棘はより内側に強く湾曲し、後腹部第2-3節は左右に小さな突起がある。アメリカのミシガン州の Big Hill Formation（ヒルナント期、約4億4,500万年前）から発見される[3]。

## 発見の意義

### 最古級のカブトガニ類
ルナタスピスが発見される以前では、基盤的なカブトガニ類を含んだハラフシカブトガニ類はシルル紀（約4億3,000万年前）からデボン紀（約4億年前）の種類のみによって知られ、派生的なカブトガニ類も石炭紀前期（約3億5,000万年前）のものが最古であったため、派生的なカブトガニ類に至る系統はデボン紀-石炭紀ごろでハラフシカブトガニ類から分岐していると考えられた。そのため、オルドビス紀後期（約4億6,090万 - 5億4,500万年前）に生息し、派生的なカブトガニ類に似通う姿をしたルナタスピスの発見は、この説を覆し、カブトガニ類は遅くもオルドビス紀で他の鋏角類と分岐し、そのごろで既に派生的なカブトガニ類に近い形質を進化したことを示唆する。また、ルナタスピスより少し早期なオルドビス紀前期（約4億8,000万年前）に生息したハラフシカブトガニ類ものちに発見され、従来では系統関係に一致しない化石記録のギャップを埋まれた。

### カブトガニ類の後体体節数
Lunataspis borealis が発見される以前では、カブトガニ類の後体は長らく全般的に11節以下と考えられた。ルナタスピスの見かけ上12節で実際13節の後体が知られることにより、少なくとも一部の古生代カブトガニ類はこれほど数多くの体節をもつことが示唆される。

### カブトガニ類の祖先的な繁殖と発育様式
ルナタスピスの発育様式は複合的で、前体がウミサソリ（側眼が後方から中央へ移行、頬棘が短縮）に、後体がカブトガニ亜目の種類（thoracetron が四角くなり、体節の境目と突起が目立たたなくなる）に似たとされる（前述参照）。ルナタスピスの基盤的な系統位置（カブトガニ亜目より早期に分岐）を踏まえると、このような複合的な発育様式はカブトガニ類の祖先形質であることが示唆される。また、L. gundersoni によって知られる本属の卵巣は、現生のカブトガニ類のものとよく似ている（背甲縁辺部に沿って大きく発達している）。これを基に、本属のような初期のカブトガニ類は現生種より遥かに小型で性成熟に達するものの、現生種と似たような繁殖方法（巨大な卵巣が適した、体外受精を伴う卵の大量放散）を既に持っていたと推測される。